# Combus
Combus var et dansk statsligt busselskab, som blev oprettet i 1995 under navnet DSB Busser med Trafikministeriet som eneejer. I 1997 skiftede det navn til Combus. Selskabet kom imidlertid i økonomiske problemer på grund af underskudsgivende kørsel. I 2001 blev det solgt til Arriva.

## Historie
Combus' forhistorie går tilbage til 1. juli 1932, hvor DSB gik ind i rutebildrift. De første ruter var i Sønderjylland, men efterhånden fik man ruter overalt i landet. Nogle ruter blev overtaget fra private, hvilket til tider var kontroversielt. I efterkrigstiden blev der til gengæld oprettet ruter til erstatning for sidebaner og privatbaner, der blev nedlagt. Nogle steder kom man også til at køre bybusser. Kørslen var dog ikke jævnt fordelt. I nogle områder som på Fyn kørte der mange busser fra DSB, men i andre områder som i Nordjylland var de mere sjældne. I Hovedstadsområdet overgik linjer og busser til Hovedstadsområdets Trafikselskab (HT), der blev etableret som det første amtslige trafikselskab 1. oktober 1974. I resten af Danmark blev der etableret trafikselskaber i de enkelte amter omkring 1980, men her blev DSB entreprenør på linje med privatbanerne og de private busselskaber.
Fra 1994 blev amternes buskørsel udliciteret. DSB Busser blev i den forbindelse udskilt som offentligt ejet aktieselskab 14. juni 1995, fra 28. august 1997 med navnet Combus. Det nye selskab var meget aktiv med at byde i licitationerne, og man fik blandt andet igen kørsel i Hovedstadsområdet i 1997. Selskabet gav imidlertid så lave bud, at man fik underskud på kørslen for flere af trafikselskaberne. Fra 1998 havde selskabet derfor store økonomiske problemer. I både juni 1999 og december 2000 måtte staten træde til for at redde selskabet fra konkurs. Fra juli 1999 blev der desuden arbejdet på at gøre selskabet salgsmodent. 15. januar 2001 blev Combus så solgt til det britiske busselskab Arriva, som forinden allerede havde opkøbt Unibus i 1997 og Bus Danmark i 1999. Salgsprisen var symbolske 100 kr. Efterfølgende ophørte Combus som selskab 1. maj 2001, da Arriva videresolgte halvdelen af det til Connex Transport Danmark.